# Wilhelm Braun
Wilhelm Braun (ur. 6 lutego 1902 w Ravensburgu, zm. 22 stycznia 1943 w Stalingradzie) – major Wehrmacht, uczestnik II wojny światowej.
Przed wojną był policjantem. Brał udział w kampanii francuskiej 1940 roku, odpieraniu ofensywy Armii Czerwonej na Charków w 1942 roku i bitwie stalingradzkiej. Został odznaczony m.in. Krzyżem Rycerskiego Krzyża Żelaznego za odwagę i dowodzenie podczas bitew. Zginął 22 stycznia 1943 roku pod Stalingradem i został pośmiertnie awansowany do podpułkownika.

## Odznaki i medale
- Krzyż Żelazny (1939)
  - Drugiej klasy (18 lipca 1940)
  - Pierwszej klasy (12 lipca 1942)
- Odznaka za Rany (1939)
  - Czarna
- Odznaka Szturmowa Piechoty (Infanterie Sturmabzeichen)
- Medal za Kampanię Zimową na Wschodzie 1941/1942
- Krzyż Rycerski Krzyża Żelaznego
  - Odznaczony Krzyżem Rycerskim 20 stycznia 1943 jako major 576 Pułku Piechoty[1]